# Калгарі (аеропорт)

Фірмовий знак аеропорту

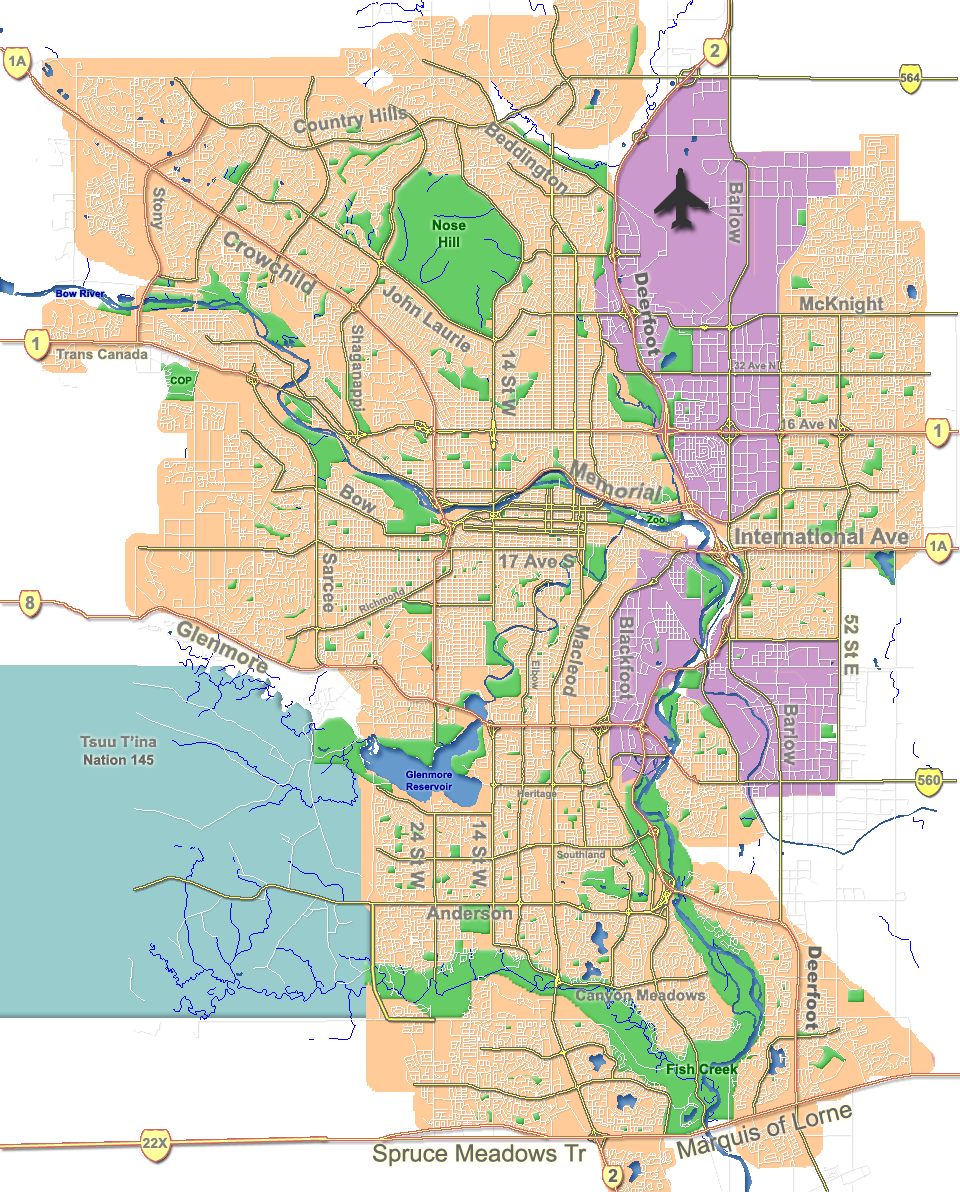
Мапа Аеропорт

Міжнародний аеропорт Ка́лгарі (англ. Calgary International Airport) (фр. Aéroport international de Calgary)    — державний вузловий міжнародний аеропорт в Канаді, 1 084 м над рівнем моря.  Пасажиропотік: 12 600 000 (2010).

## Історія
Перший аеропорт розпочав роботу 1914 року, перерозташовано його на сучасне місце в році 1939. Первісна назва  «Маккол-Філд» (англ. McCall Field) у честь відомого канадського льотчика-аса Першої світової війни Фредеріка Маккола (англ. Frederick McCall).
У час Другої світової війни уряд Канади використовував аеропорт за державну авіабазу. У 1966 державний департамент «Транспорт Канада» набув аеропорт від міста Калгарі та його перейменовано на «Калгарський міжнародний аеропорт» (англ. Calgary International Airport).

## Авіалінії
- Air Canada - Star Alliance
- Air Canada Jazz
- Air North
- Air Transat
- Canadian North
- Central Mountain Air
- American Airlines
- American Eagle
- British Airways
- Condor Flugdienst
- Continental Airlines
- Delta Connection
- Horizon Air
- KLM
- Lufthansa
- Sunwing Airlines
- Swanberg Air
- Swiss International Air Lines
- Thomas Cook Airlines
- United Airlines
- US Airlines
- Westjet

## Галерея

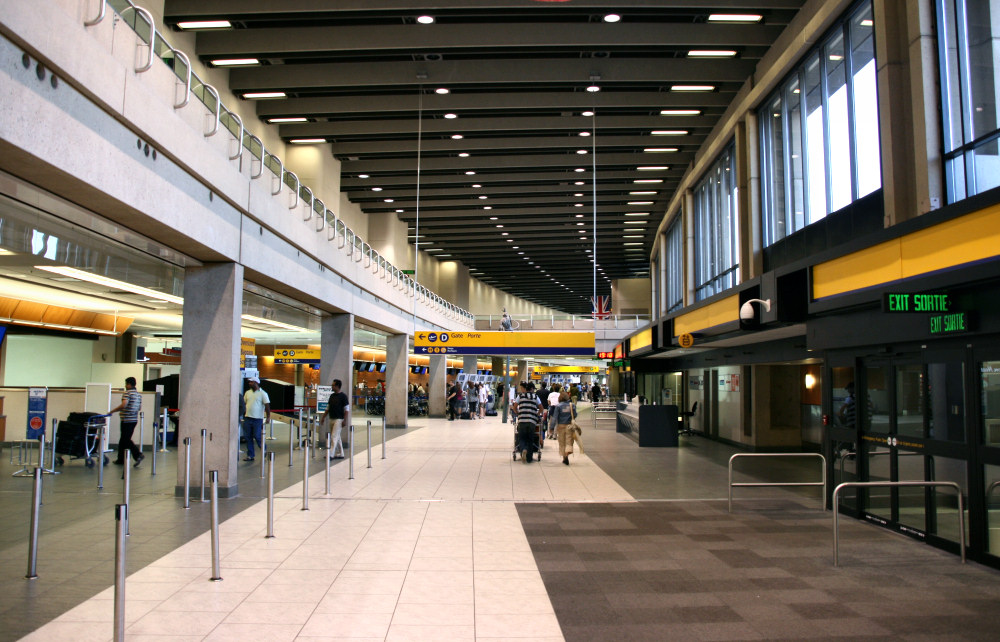
Середині Термінал
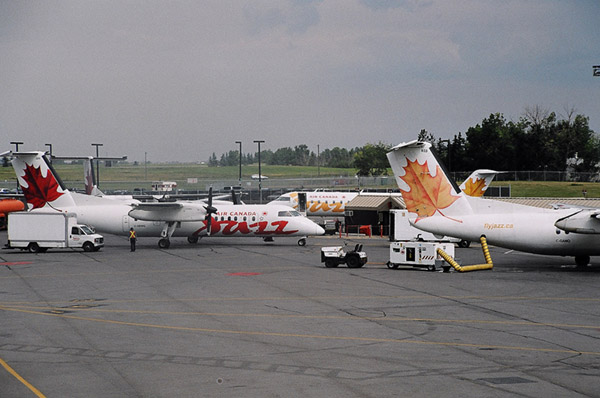
Літаки
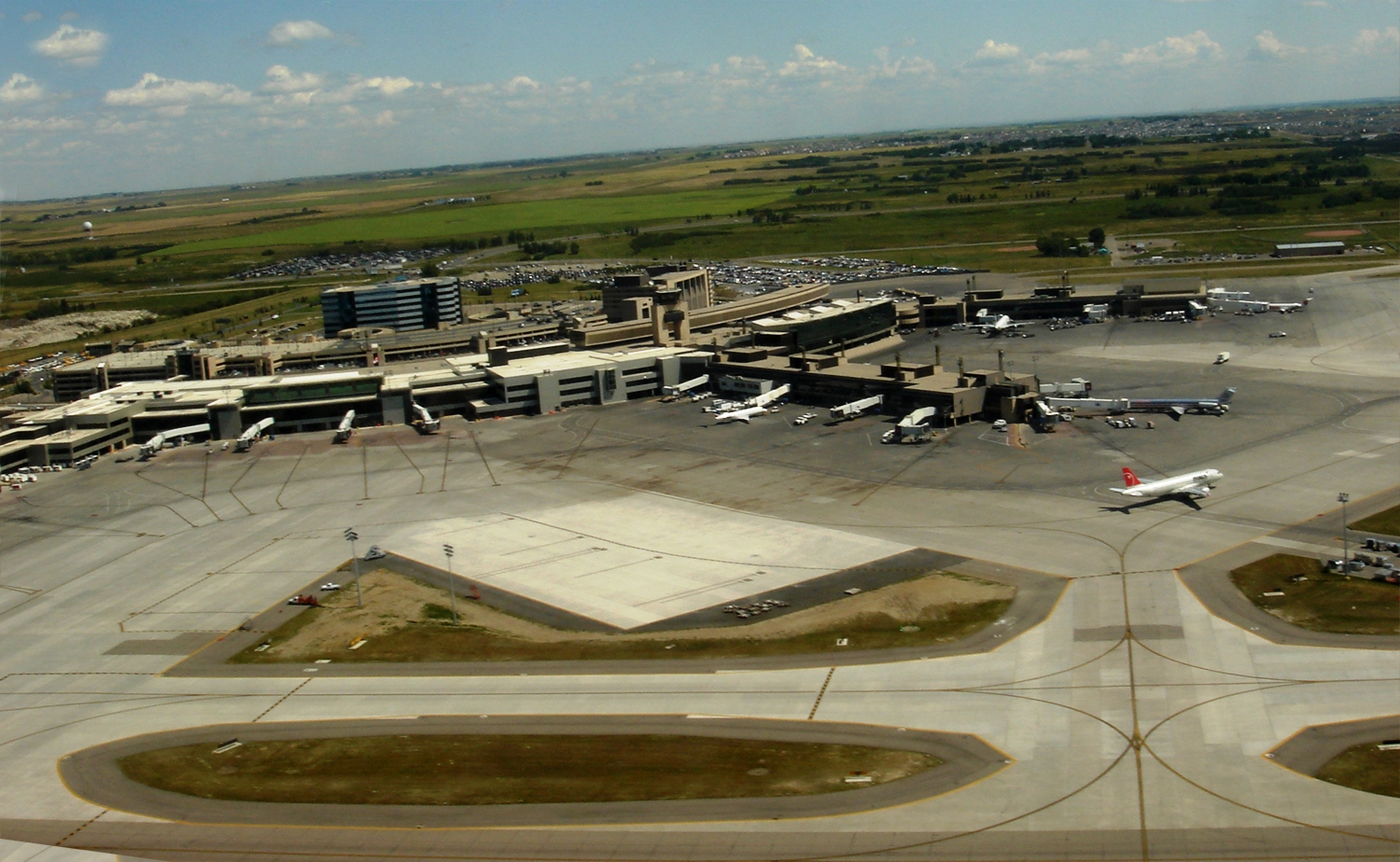
Аеропорт
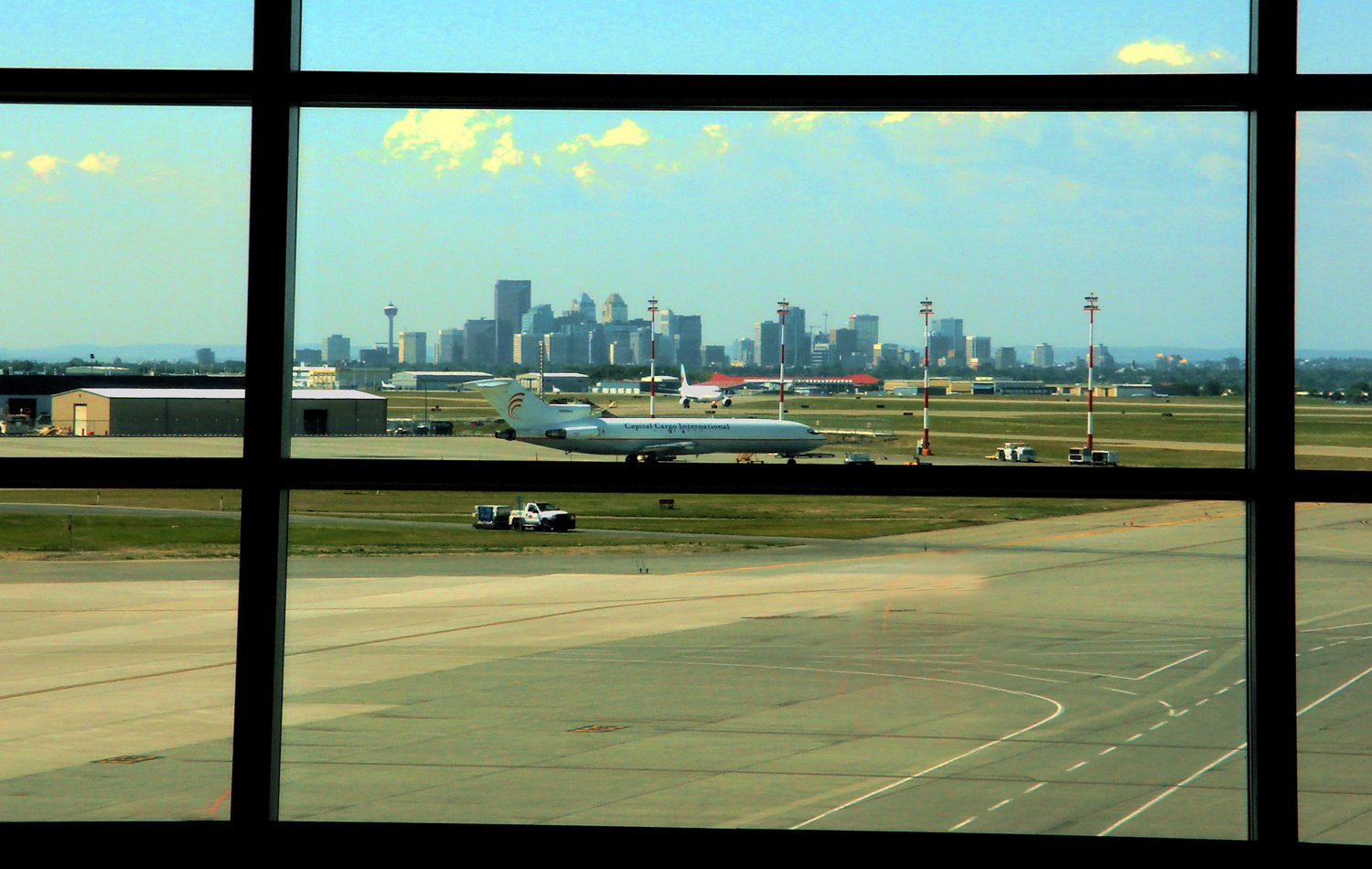
Краєвид центру міста Калгарі з аеропорту